# Recitazione della controversia liparitana dedicata ad A.D.
La Recitazione della controversia liparitana dedicata ad A.D. è un'opera teatrale in quattro atti di Leonardo Sciascia, pubblicata da Einaudi nel 1969. Racconta i fatti avvenuti in occasione della controversia liparitana, una disputa tra Stato e Chiesa cominciata nel 1711 e durata oltre un secolo. È dedicata ad Alexander Dubček, leader della Primavera di Praga.

## Trama
A Lipari, nel 1711, due guardie d'annona chiedono a un bottegaio il pagamento di una tassa su una partita di ceci. Essa però appartiene alla mensa del vescovo, totalmente esente da tasse o dazi, di conseguenza il vescovo stesso, considerando tale richiesta assai grave, subito scomunica le due guardie. Queste allora si rivolgono al Tribunale della Monarchia per farsi togliere la scomunica. Ciò darà vita a un conflitto tra Stato e Chiesa della durata di oltre cento anni.